# Marcus Fuchs
Marcus Fuchs (Brassó, 1557 – 1619. április 12.) erdélyi szász evangélikus lelkész.

## Élete
Nicholas Fuchs szászhermányi lelkész fia volt. A brassói gimnáziumban és németországi egyetemeken tanult, 1582-ben Brassóban mint nyilvános tanítót alkalmazták; négy évig mint a gimnázium lektora s négy évig mint a nagytemplom prédikátora szolgált. Meghívásakor megszabták, hogy egy lelkésznek sincs joga világi személyeket pénzbüntetésre ítélni, de ezt csak feltételesen fogadta el. 1590-ben Szászhermányba hívták meg lelkésznek. Forgáts Mihály és Johann Benkner közvetítésével megismerkedett Cirill alexandriai pátriárkával, és a szentek segítségül hívása felől írásban vitatkozott vele.
Kézirati munkája: Notatio historica rerum gestarum in Hungaria et Transsilvania... ab anno Christi 1586 usque ad haec nostra tempora (1618-ig). Kiadta Joseph Trausch a Chronicon Fuchsio-Lupino-Oltardinum... (Brassó, 1847) című munkájának első kötete 80–217. és 227–293. oldalain.